# Ursula Franklin

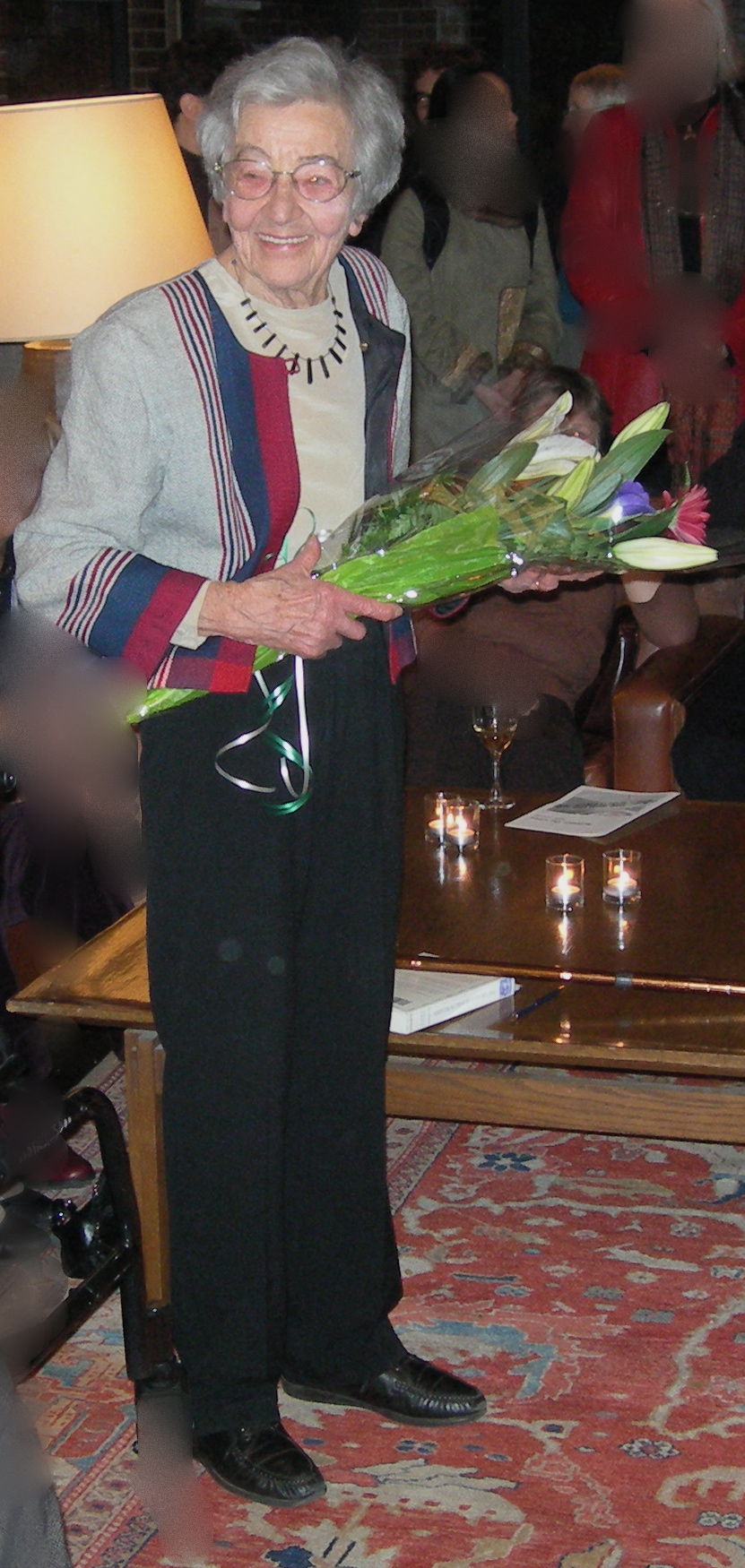
Ursula Franklin (2006)

Ursula Martius Franklin, CC, O.Ont, FRSC (* 16. September 1921 in München; † 22. Juli 2016 in Toronto) war eine deutsch-kanadische Physikerin.

## Leben
Ursula Maria Martius wuchs in München auf, als Tochter des lutherischen Ethnographen Albrecht Martius (1884–1969), der für Leo Frobenius arbeitete, und der Kunsthistorikerin Ilse Maria geb. Sperling (geb. 1890; jüdischer Abstammung), die 1920 geheiratet hatten. Später zog die Familie nach Berlin. 1940 begann Ursula an der Universität Berlin ein Studium der Physik und Chemie, wurde aber 1942 zwangsexmatrikuliert und wegen ihrer „halbjüdischen“ Abstammung für 18 Monate in einem Arbeitserziehungslager interniert, während beide Eltern im KZ saßen. In einem Brief an Otto Hahn vom 23. April 1946 äußerte sie resignativ über die deutschen Physiker: „Was die Leute aufbauen, es wird immer eine Kaserne, eine Kaserne, in der ich nicht sehr große Lust habe, zu leben.“ 1947 griff sie die Deutsche Physikalische Gesellschaft wegen deren Duldsamkeit gegenüber alten Nationalsozialisten an. Dabei nannte sie Namen, z. B. Pascual Jordan, Herbert Arthur Stuart, Erich Schumann und Hans Otto Kneser.  Sie promovierte 1948 in Experimentalphysik an der Technischen Universität Berlin bei dem ebenso ehemals verfolgten Hartmut Kallmann, der wenig später Deutschland verließ. Im folgenden Jahr ging sie als Post-Doktorandin an die Universität Toronto und blieb von da an in Kanada. Sie wurde Quäkerin. 1967 wurde sie die erste Professorin im Fachbereich Metallurgie und Materialwissenschaften der Universität Toronto.
Sie gilt als Pionierin der Archäometrie. Franklin entwickelte unter anderem Methoden zur präzisen Bestimmung des radioaktiven Strontiumisotops 90Sr, das in der Atmosphäre nach Atombombenexplosionen entsteht. Sie beschäftigte sich ebenso mit Technikfolgenabschätzung wie mit Wechselwirkungen von Technologie und Gesellschaft, insbesondere auch mit Friedensfragen. Nachdem sie 1989 die Massey Lectures halten durfte, veröffentlichte sie daraus 1992 das Buch The Real World of Technology.

## Auszeichnungen
- Franklin wurde 1981 der Orden Officer of the Order of Canada und
- 1992 der Companion of the Order of Canada verliehen, die höchste Stufe des Order of Canada, Kanadas höchster Auszeichnung für Zivilpersonen.[8]
- 2001 wurde Franklin für ihre Verdienste mit der Pearson Peace Medal, einem kanadischen Friedenspreis, ausgezeichnet.[9]

## Schriften
- The Real World of Technology (= CBC Massey lectures series.). CBC Enterprises, Montréal 1990, ISBN 0-88784-531-2.
- The Ursula Franklin Reader. Pacifism as a Map. With an introduction by Michelle Swenarchuk. Between the Lines, Toronto 2006, ISBN 1-897071-18-3.